# Daniele de Samarate
Daniele de Samarate, au siècle Felice Rossini (15 juin 1876 - 19 mai 1924), est un prêtre catholique italien, appartenant à l'Ordre des Frères mineurs capucins, qui fut missionnaire au Brésil. L'Église catholique a entamé la procédure pour sa béatification et l'a reconnu vénérable.

## Biographie
Felice Rossini naît à San Macariao, un hameau de la commune de Samarate, dans la province de Varese. Il grandit dans une famille modeste et profondément religieuse. Le 14 janvier 1890, alors qu'il n'a pas encore quatorze ans, il entre au séminaire des capucins de Sovere, dans la province de Bergame. Après avoir rejoint le noviciat, il reçoit le nom de Daniele de Samarate et le 24 juin 1892 il fait sa profession religieuse.  
Sa rencontre avec le Père Rinaldo da Paullo, missionnaire au Brésil, lui donne l'esprit missionnaire et dès lors, il désire partir lui aussi pour le Brésil. Il demande à ses supérieurs de pouvoir rejoindre la région du Nordeste, affiliée depuis 1892 à la province des capucins de Lombardie.  Le territoire est immense et il comprend de nombreux États qui n'ont pas encore reçut beaucoup de missionnaires chrétiens. Ses supérieurs lui donnent leur accord et le 8 août 1898, il reçoit sa croix missionnaire à Milan. Il s'embarque alors pour le Brésil le 30 août suivant.
Destiné à Canindé, le 2 octobre 1898 il est ordonné diacre et le 19 mars 1899 prêtre. En janvier 1903, il est envoyé dans la colonie Santo Antônio do Prata dans l'État de Pará, où il est professeur, directeur spirituel et supérieur de la fraternité capucine. Il fournit un tel travail qu'il est épuisé et passe près de la mort. Il reçoit les derniers sacrements et après avoir été rétabli, il rentre en Italie pour être soigné. Il passe au sanctuaire marial de Lourdes. S'étant rétabli, il repart pour le Brésil dès décembre 1909. Là, il reprend son œuvre missionnaire et éducative. 
En 1913, il quitte la colonie Santo Antônio do Prata et le 27 avril 1914 il est envoyé à Tucunduba. Il rencontre là un environnement difficile, marqué par la misère et l'abandon de soin et d'éducation. En dix ans, il arrive à transformer le lieu. Il y connaît de nombreuses conversions à la foi chrétienne, il construit une église, éduque les enfants et soigne les malades avec les moyens du bord. Il est si investit auprès des lépreux qu'il le devient lui-même. La maladie le transforme rapidement. Le 25 mars 1924, Daniele de Samarate célèbre ses 25 ans d'ordination sacerdotale mais dès le 9 mai suivant, épuisé par son apostolat et la maladie, il reçoit les derniers sacrements. Après dix jours d'agonie, qu'il passa dans la prière, il meurt le 19 mai 1924. Il mourut en chantant des louanges à la miséricorde divine.

## Béatification
Le 23 mars 2017, Daniele de Samarate est reconnu vénérable par le pape François.